# Adam Phelan
Adam Phelan (Canberra, 23 augustus 1991) is een Australisch voormalig wielrenner die in 2016 zijn carrière afsloot bij Drapac Professional Cycling. Naadat zijn ploeg ophield te bestaan in de huidige vorm kondigde Phelan, in zij column op de website van CyclingTips, zijn afscheid aan.

## Overwinningen
2010
7e etappe Ronde van Tasmanië
2011
Proloog Ronde van Taiwan
Jongerenklassement Ronde van Okinawa
2012
GP di Poggiana

## Ploegen
- 2011 –  Drapac Cycling
- 2012 –  Drapac Cycling
- 2013 –  Drapac Cycling
- 2014 –  Drapac Professional Cycling
- 2015 –  Drapac Professional Cycling
- 2016 –  Drapac Professional Cycling

P.Drapac · Goesinnen · Grimsey · Lapthorne · Norris · Othman · Palmer · Pell · A.Phelan · M.Phelan · Pollock · Rusli · Semple · Shaw
Goesinnen · Hucker · Lapthorne · Norris · Palmer · A.Phelan · Pollock · Rudolph · Rusli · Semple · Shaw · Thompson · W.Walker
Davison · Goesinnen · Hucker · Lapthorne · McCauley · Palmer · A.Phelan · Rudolph · Rusli · B.Sulzberger · J.Walker · W.Walker
Anderson · Cantwell · Clarke · Crawford · Goesinnen · Hucker · Johnson · Kerby · Lapthorne · Meyer · Norris · Palmer · Phelan · Rudolph · W.Sulzberger · B.Sulzberger · Wippert · Canty (stagiair)
Brown · Clarke · Girdlestone · Hucker · Jones · Kerby · Kohler · Koning · Lapthorne · Meyer · Norris · Peterson · Phelan · Roe · Rudolph · Spokes · Sulzberger · Wippert · Canty (stagiair) · Evans (stagiair)
Brown · Canty · Clarke · Earle · Evans · Jones · Kerby · Koning · Lowndes · Mannion · Meyer · Mouris · Norris · Phelan · Roe · Scully · Spokes · Sulzberger